# Панна (округ)
Панна (хинди पन्ना जिला; англ. Panna) — округ в индийском штате Мадхья-Прадеш. Образован в 1950 году. Административный центр — город Панна. Площадь округа — 7135 км². По данным всеиндийской переписи 2001 года население округа составляло 856 558 человек. Уровень грамотности взрослого населения составлял 61,4 %, что немного выше среднеиндийского уровня (59,5 %). Доля городского населения составляла 12,6 %.